# Киезина Уцанезе
Киезѝна Уцанѐзе (на италиански: Chiesina Uzzanese) е малко градче и община в Централна Италия, провинция Пистоя, регион Тоскана. Разположено е на 20 m надморска височина. Населението на общината е 4582 души (към 2018 г.).